# Fannia fuscula
Fannia fuscula is een vliegensoort uit de familie van de Fanniidae. De wetenschappelijke naam van de soort is voor het eerst geldig gepubliceerd in 1825 door Fallen.